# مطار موشويشوي الأول الدولي
مطار موشويشوي الأول الدولي (إياتا: MSU، إيكاو: FXMM) هو مطارٌ يخدم ماسيرو، عاصمة ليسوتو. سُمي المطار تكريمًالموشويشوي الأول، ملك ليسوتو من 1822 حتى 1870. يقع المطار في بلدة مازينود [الإنجليزية]، على بُعد 18 كم (11 ميلًا) جنوب شرق مركز مدينة ماسيرو. GCM SkyVector

## المرافق
يبلغ ارتفاع المطار 5,348 قدمًا (1,630 مترًا) فوق مستوى سطح البحر. ويضم مدرجين إسفلتيين: 04/22، بأبعاد 3,200 × 45 مترًا (10,499 قدمًا × 148 قدمًا)، و11/29، بأبعاد 1,010 أمتار × 23 مترًا (3,314 قدمًا × 75 قدمًا).

## شركات الطيران والوجهات
| شركـات طيـران | الوجهات                   |
| ------------- | ------------------------- |
| إير لينك      | مطار أوليفر ريجنالد تامبو |

## روابط خارجية
- حالة الطقس في Moshoeshoe I International Airport.
- تاريخ الحوادث لـ (Moshoeshoe I International Airport) على شبكة سلامة الطيران.